# Kirkby la Thorpe
Kirkby la Thorpe est une paroisse civile et un village du Lincolnshire, en Angleterre. En 2021, la population était de 1 125 habitants.

## Géographie
Kirkby la Thorpe se trouve dans le district du North Kesteven, à 2,4 km à l'est de Sleaford, chef lieu du district. Ce district se trouve dans la région historique des Parts of Kesteven, une des trois Parts of Lincolnshire.
Une partie de la ville de Sleaford, qui comprend les lotissements situés à l'est du commissariat de la ville, se trouve sur le territoire de la paroisse.

## Transports
Le village se trouve à proximité immédiate du Sleaford Bypass sur la route britannique A17 (en), un contournement de la ville de Sleaford par le nord construit dans les années 1970 qui relie Holdingham (en) (village sur le territoire de la paroisse de Sleaford) à Kirkby la Thorpe. Une sortie d'autoroute permet d'y accéder directement depuis le village.
La ligne de bus S73S permet une liaison avec Sleaford ; plusieurs lignes s'arrêtent également au niveau de la sortie d'autoroute.

## Démographie
Au recensement de 2021, la population de la paroisse était de 1 125 habitants ; elle est donc stable depuis le recensement de 2011 où elle était de 1 120 habitants.

## Équipements et services publics
Une école, la Kirkby la Thorpe Church of England Primary Academy, gérée par l'église d'Angleterre, se trouve à Kirkby la Thorpe.

## Culture locale et patrimoine
L'église paroissiale de Saint Denys, datant du XIIe siècle et reconstruite entre 1854 et 1855, se trouve sur le territoire de la commune. Une grange, datant des environs de l'an 1500, se trouve au nord-ouest de l'église.
Une auberge-restaurant, la Queen’s Head Inn & Restaurant, a été tenue à Kirkby la Thorpe par John Clark, chef aux multiples récompenses, pendant 25 ans jusqu'à sa mort en 2020. De nouveaux propriétaires dont le chef Baz Liversidge l'ont rouvert en 2021,. Il a été nommé à plusieurs récompenses locales en 2023, dont le Destination Lincolnshire Tourism Awards Pub of the Year.